# Jiexiu
Jiexiu is een stad in de provincie Shanxi van China. De stad heeft ongeveer 380.000 inwoners. Jiexiu is ook een arrondissement. Jiexiu ligt in de prefectuur Jinzhong.  